# Зузана Цибічкова
Зузана Цибічкова (словац. Zuzana Cibičková; до шлюбу Борошова; нар. 26 серпня 1988, Комарно) – словацька шахістка, гросмейстер серед жінок від 2011 року.

## Кар'єра
Неодноразово представляла Словаччину на шахових чемпіонатах світу і Європи серед дівчат у різних вікових категоріях, двічі (Белград 2004 і Балатонлелле 2006) здобувши бронзові медалі командного чемпіонату Європи до 18 років.
Двічі (2004, 2006) брала участь у шахових олімпіадах. Крім того, тричі виступила у складі збірної Словаччини на командних змаганнях за Кубок Мітропи, двічі (2005, 2007), здобувши бронзові медалі.
У 2006-2008 роках тричі поспіль ставала чемпіонкою Словаччини серед дівчат до 20 років. 2008 року здобула в Зволені бронзову медаль чемпіонату Словаччини серед жінок. Гросмейстерські норми серед жінок виконала 2010 року в Пряшеві (де посіла 2-ге місце позаду Олега Романишина) і Пардубице, а також під час командного чемпіонату Угорщини (у сезоні 2010/2011).
Найвищий рейтинг Ело в кар'єрі мала станом на 1 липня 2011 року, досягнувши 2310 очок займала тоді 5-те місце серед словацьких шахісток.